# Emiliano Zapata, Tenabo
Emiliano Zapata är en ort i Mexiko.   Den ligger i kommunen Tenabo och delstaten Campeche, i den östra delen av landet, 900 km öster om huvudstaden Mexico City. Emiliano Zapata ligger 34 meter över havet och antalet invånare är 419.
Terrängen runt Emiliano Zapata är platt. Runt Emiliano Zapata är det ganska tätbefolkat, med 86 invånare per kvadratkilometer. Närmaste större samhälle är Tikinmul, 9,7 km sydväst om Emiliano Zapata. I omgivningarna runt Emiliano Zapata växer i huvudsak lövfällande lövskog.